# Caladenia xantha
Caladenia abbreviata é uma espécie de orquídea, família Orchidaceae, endêmica do sudoeste da Austrália, onde cresce isolada em grupos pequenos, ou grandes colônias, em bosques, áreas reflorestadas, ou de vegetação arbustiva e afloramentos de granito, em áreas de solo bem drenado mas ocasionalmente nas areias ao redor de lagos salgados e planícies sazonalmente alagadiças, com flores de sépalas e pétalas externamente pubescentes, muito estreitas, caudadas, filamentosas  agudas, porém mais curtas que a maioria das outras espécies da Alliance Jonesiopsis, bem esparramadas, que vagamente lembram uma teia de aranha. No labelo têm calos prostrados em forma de bigorna. São plantas com uma única folha basal pubescente e uma inflorescência rija, fina e pubescente, com uma ou poucas flores, mas que em conjunto formam grupo vistoso e florífero.

## Publicação e sinônimos
- Caladenia xantha Hopper & A.P.Br., Nuytsia 14: 282 (2001).

Sinônimos homotípicos:
- Calonema xanthum (Hopper & A.P.Br.) D.L.Jones & M.A.Clem., Orchadian 13: 456 (2002).
- Calonemorchis xantha (Hopper & A.P.Br.) D.L.Jones & M.A.Clem., Orchadian 14: 41 (2002).
- Jonesiopsis xantha (Hopper & A.P.Br.) D.L.Jones & M.A.Clem., Orchadian 14: 183 (2003).